# Uno Lindberg

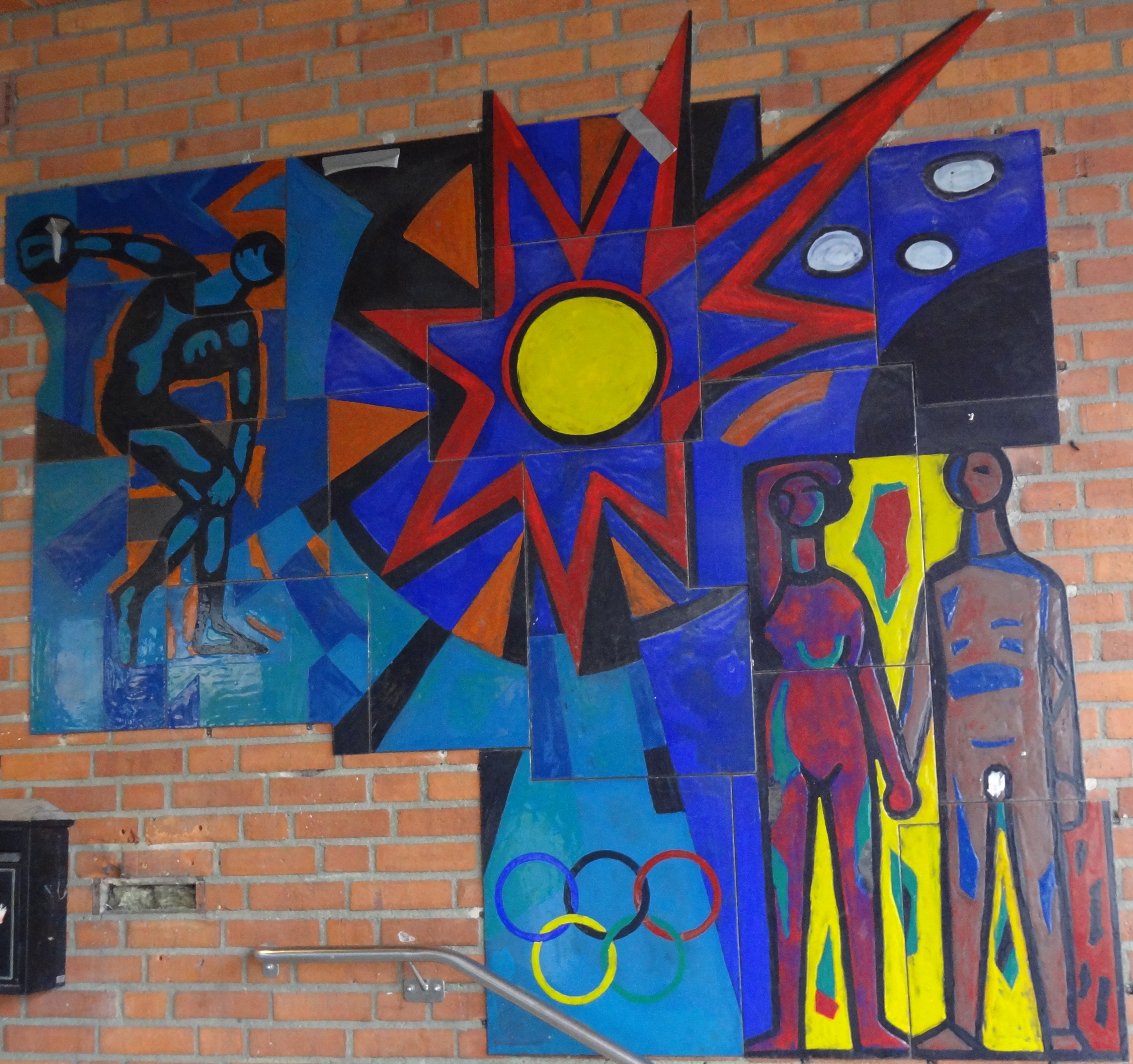
Emaljrelief på Sporthallen Eskilstuna av Uno Lindberg.

Uno Gustaf Adolf Lindberg, född 7 november 1912 i Fors församling i Eskilstuna, död 3 september 1992 i Tumbo församling i Eskilstuna, var en svensk konstnär. 
Uno Lindberg utbildade sig vid Kungliga Konsthögskolan i Stockholm. Hans måleri kännetecknas av blockartat uppmutat och mustiga oljemålningar av halvabstrakt karaktär. Uno Lindberg har även utfört många glasfönster till kyrkor.
Lindberg var ledare för målarskolan Cliquen i Eskilstuna på 1940-talet och har utfört  nio konstverk i offentlig miljö i staden.

## Offentliga verk i urval
- Sankt Olofs kapell i Göteborg [3]
- S:ta Birgitta kyrka i Nockeby, Stockholm
- Fors kyrka, Eskilstuna
- Rubinen i Göteborg

Han är representerad i Moderna museet, Nasjonalgalleriet i Oslo, Alvar Aalto-museet i Jyväskylä och Eskilstuna Konstmuseum.
Uno Lindberg är begravd på Tumbo kyrkogård.